# Platytroctidae

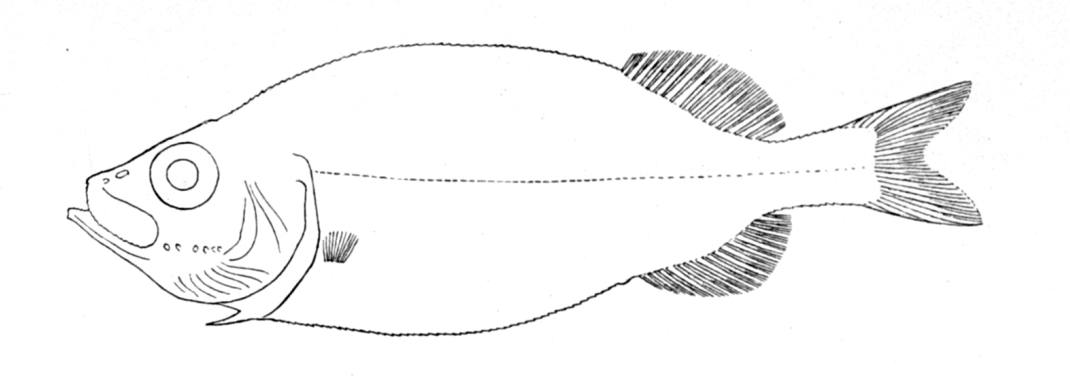
Platytroctes apus.

Platytroctidae é uma família de peixes marinhos de profundidade, de pequena a média dimensão (de 9 cm a 33 cm de comprimento), presentes nas regiões temperadas e tropicais de todos os oceanos, mas ausentes do Mediterrâneo. As espécies pertencentes a esta família ocorrem entre os 300 m e os 1000 m de profundidade, algumas delas apresentando os órgãos produtores de luminescência típicos dos peixes das zonas batipelágica e abissal.

## Descrição
Os Platytroctidae (platitróctidos) são uma família de peixes marinhos sem bexiga natatória, com comprimento corporal de 9 a 33 cm, distribuídos por todos os oceanos  (mas ausente do mar Mediterrâneo). O nome deriva do grego: platys (achatado, amplo) + troktos (comestível).
Segregam um líquido luminoso de coloração azul-verdosa, viscoso, através de uma estrutura glandular com pigmentação escura com abertura através de um canal situado na região ventral próximo da cintura escapular, imediatamente por debaixo do princípio da linha lateral. A substância é libertada como defesa quando o animal se sente ameaçado. Para além desse líquido, muitas das espécies apresentam órgãos luminosos, que nos adultos estão situados ventralmente, mas que ocorrem lateralmente nos juvenis.
A espécie Platytroctes apus é desprovido de barbatanas ventrais.
Ocorrem em águas profundas, junto ao leito marinho dos taludes continentais e insulares, entre os 300 e os 1000 metros de profundidade.
Peitorais 14–28, ventrais 6–10, 4–8 raios ósseos por barbatana, 40 a 52 vértebras.

## Géneros e espécies
Na sua presente circunscrição taxonómica a família Platytroctidae agrupa 39 espécies, repartidas por 13 géneros:
- Género Barbantus (Parr, 1951):
  - Barbantus curvifrons (Roule y Angel, 1931)
  - Barbantus elongatus (Krefft, 1970)
- Género Holtbyrnia (Parr, 1937):
  - Holtbyrnia anomala (Krefft, 1980)
  - Holtbyrnia conocephala (Sazonov, 1976)
  - Holtbyrnia cyanocephala (Krefft, 1967)
  - Holtbyrnia innesi (Fowler, 1934)
  - Holtbyrnia intermedia (Sazonov, 1976)
  - Holtbyrnia laticauda (Sazonov, 1976)
  - Holtbyrnia latifrons (Sazonov, 1976)
  - Holtbyrnia macrops (Maul, 1957)
  - Holtbyrnia ophiocephala (Sazonov y Golovan, 1976)
- Género Matsuichthys (Sazonov, 1992):
  - Matsuichthys aequipinnis (Matsui y Rosenblatt, 1987)
- Género Maulisia (Parr, 1960):
  - Maulisia acuticeps (Sazonov, 1976)
  - Maulisia argipalla (Matsui y Rosenblatt, 1979)
  - Maulisia isaacsi (Matsui y Rosenblatt, 1987)
  - Maulisia mauli (Parr, 1960)
  - Maulisia microlepis (Sazonov y Golovan, 1976)
- Género Mentodus (Parr, 1951):
  - Mentodus bythios (Matsui y Rosenblatt, 1987)
  - Mentodus crassus (Parr, 1960)
  - Mentodus eubranchus (Matsui y Rosenblatt, 1987)
  - Mentodus facilis (Parr, 1951)
  - Mentodus longirostris (Sazonov y Golovan, 1976)
  - Mentodus mesalirus (Matsui y Rosenblatt, 1987)
  - Mentodus perforatus (Sazonov y Trunov, 1978)
  - Mentodus rostratus (Günther, 1878)
- Género Mirorictus (Parr, 1947):
  - Mirorictus taningi (Parr, 1947)
- Género Normichthys (Parr, 1951):
  - Normichthys herringi (Sazonov y Merrett, 2001)
  - Normichthys operosus (Parr, 1951)
  - Normichthys yahganorum (Lavenberg, 1965)
- Género Pectinantus (Sazonov, 1986):
  - Pectinantus parini (Sazonov, 1976)
- Género Persparsia (Parr, 1951):
  - Persparsia kopua (Phillipps, 1942)
- Género Platytroctes (Günther, 1878):
  - Platytroctes apus (Günther, 1878)
  - Platytroctes mirus (Lloyd, 1909)
- Género Sagamichthys (Parr, 1953):
  - Sagamichthys abei (Parr, 1953)
  - Sagamichthys gracilis (Sazonov, 1978)
  - Sagamichthys schnakenbecki (Krefft, 1953)
- Género Searsia (Parr, 1937):
  - Searsia koefoedi (Parr, 1937)
- Género Searsioides (Sazonov, 1977):
  - Searsioides calvala (Matsui y Rosenblatt, 1979)
  - Searsioides multispinus (Sazonov, 1977)